# Mimicat
Mimicat, pseudonimo di Marisa Isabel Lopes Mena (Coimbra, 25 ottobre 1984), è una cantante portoghese.
Ha rappresentato il Portogallo all'Eurovision Song Contest 2023 con il brano Ai coração.

## Biografia
Appassionata di musica sin da piccola, Mimicat ha imparato a cantare e scrivere canzoni da autodidatta e ha iniziato a frequentare gli studi di registrazione da adolescente.
È salita alla ribalta nel 2014 con l'album di debutto For You, pubblicato dalla Sony Music Entertainment Portugal, che per il suo stile pop-soul ha ottenuto paragoni da parte della critica alla musica di Shirley Bassey e Adele. L'anno successivo si è esibita ai festival Festa do Avante, Sol da Caparica, EDP Cool Jazz, Meo Marés Vivas e Culturgest in Portogallo e alla Virada Cultural di San Paolo. Nel 2017 è uscito il suo secondo album, Back in Town, che le ha regalato il suo primo ingresso nella classifica di vendite portoghese al 43º posto.
Nel gennaio 2023 è stata confermata fra i 20 partecipanti al Festival da Canção, il programma di selezione del rappresentante portoghese all'Eurovision Song Contest, dove ha presentato l'inedito Ai coração. Nella finale dell'evento il voto combinato di giuria e pubblico l'ha eletta vincitrice, rendendola di diritto la rappresentante nazionale sul palco eurovisivo a Liverpool. Nel maggio successivo, dopo essersi qualificata dalla prima semifinale, Mimicat si è esibita nella finale eurovisiva, dove si è piazzata al 23º posto su 26 partecipanti con 59 punti totalizzati.

## Discografia

### Album in studio
- 2014 – For You
- 2017 – Back in Town

### Singoli
- 2016 – Tell Me Why
- 2018 – Stay Strong
- 2017 – Gave Me Love
- 2019 – Fire
- 2020 – Going Down
- 2020 – Feels So Good (con Camelier)
- 2020 – Tudo ao ar
- 2022 – Mundo ao contrário (feat. Filipe Gonçalves)
- 2023 – Ai coração
- 2023 – Vai ter saudades
- 2024 – Peito